# Cesare Andrea Bixio
Cesare Andrea Bixio (* 11. Oktober 1896 in Neapel; † 5. März 1978 in Rom) war ein italienischer Komponist.
Bixio schrieb ca. 150 Filmmusiken und ca. 500 populäre italienische Lieder.
Die deutsche Version Mama des ursprünglich 1938 von Bixio für den berühmten Opernsänger Beniamino Gigli geschriebenen italienischen Liedes Mamma wurde durch die 1967 erfolgte Plattenaufnahme und die daraus resultierende Popularität des niederländischen Kinderstars Heintje berühmt. Die Single hielt sich 1967–68 54 Wochen in den deutschen Charts. Internationale Bekanntheit erhielt das Lied durch die Interpretation des italienischen Tenors Luciano Pavarotti, arrangiert von Henry Mancini und 1984 veröffentlicht.

## Werke

### Filmmusik
- 1930 – La canzone dell'amore
- 1932 – Gli uomini, che mascalzoni...
- 1933 – Il caso Haller
- 1933 – Il signore desidera?
- 1933 – L'impiegata di papà
- 1933 – La canzone del sole, Regie: Max Neufeld
- 1933 – La signorina dell'autobus
- 1934 – L'eredità dello zio buonanima
- 1935 – Il serpente a sonagli
- 1935 – L'aria del continente
- 1935 – Porto
- 1936 – La gondola delle chimere
- 1936 – Non ti conosco più
- 1936 – Pensaci, Giacomino!
- 1936 – Vivere
- 1937 – Felicita Colombo
- 1937 – Gatta ci cova
- 1937 – L'uomo che sorride, Regie: Mario Mattòli
- 1937 – Lasciate ogni speranza
- 1938 – Ai vostri ordini, signora
- 1938 – L'amor mio non muore...
- 1938 – La casa del peccato
- 1938 – Chi è più felice di me?
- 1938 – Eravamo sette sorelle
- 1938 – Fuochi d'artificio
- 1938 – Hanno rapito un uomo, Regie: Gennaro Righelli
- 1938 – Il destino in tasca
- 1938 – L'allegro cantante
- 1938 – L'ultimo scugnizzo
- 1938 – Marionette
- 1938 – Mia moglie si diverte
- 1938 – Solo per te
- 1938 – Sono stato io!
- 1938 – La voce senza volto
- 1939 – Assenza ingiustificata
- 1939 – Batticuore
- 1939 – Chi sei tu?
- 1939 – Alarm im Warenhaus (I grandi magazzini)
- 1939 – Il cavaliere di S. Marco
- 1940 – Cantate con me
- 1940 – Dopo divorzieremo
- 1940 – Il pirata sono io!
- 1940 – In campagna è caduta una stella
- 1940 – Mamma
- 1940 – Non me lo dire!
- 1940 – San Giovanni decollato
- 1940 – Una famiglia impossibile
- 1941 – Il vagabondo
- 1942 – Fuga a due voci
- 1942 – La bisbetica domata
- 1943 – Silenzio, si gira!
- 1943 – La storia di una capinera
- 1943 – Il fidanzato di mia moglie
- 1943 – La signora in nero
- 1945 – Il professor Trombone
- 1945 – Pronto, chi parla?
- 1945 – Torna a Sorrento
- 1946 – Abbasso la ricchezza!
- 1948 – Undici uomini e un pallone
- 1950 – Sambo
- 1951 – Licenza premio
- 1951 – Serenata tragica
- 1952 – I due derelitti
- 1955 – La canzone del cuore
- 1978 – Rock'n Roll

### Lieder
- Parlami d'amore Mariù
- Portami tante rose
- Violino tzigano
- Il tango delle capinere
- Vivere
- Mamma
- Tre rundinelle
- Canta se la vuoi cantar
- Buon anno buona fortuna
- Il valzer dell'organino
- Lasciami cantare una canzone